# Microsphecodes kittensis
Microsphecodes kittensis är en biart som beskrevs av Engel 2006. Microsphecodes kittensis ingår i släktet Microsphecodes och familjen vägbin. Inga underarter finns listade i Catalogue of Life.